# Colisión de trenes en el Metro de la Ciudad de México de 2020
La colisión de trenes en la Ciudad de México de 2020 fue un accidente ferroviario ocurrido el día martes 10 de marzo de ese año, alrededor de las 23:37 (UTC -6). El suceso ocurrió en la estación Tacubaya de la Línea 1 del Metro de la Ciudad de México, y tuvo como consecuencia la muerte de al menos 1 persona y 41 lesionados.

## Detalles
Testimonios de personas indican que en el tren número 33, que se encontraba en la estación Observatorio, hubo un corte de energía que provocó que las lámparas del tren se apagaran y se encendieran las de emergencia; en ese momento, dejaron de operar los frenos del convoy. Se empezó a deslizar sobre la pendiente que hay entre la estación Tacubaya y la estación Observatorio, impactando al tren número 38, que se encontraba detenido en esa estación, colisionándose con los primeros vagones del convoy número 38 y los últimos vagones del convoy número 33.
Pasajeros y personal del Metro ayudaron a personas que quedaron atrapadas entre los restos de los trenes siniestrados. Cuerpos de emergencia acudieron al lugar para atender a las víctimas del accidente.

## Causas
El peritaje realizado por la Fiscalía General de Justicia de la Ciudad de México encontró que el conductor del tren 33, que iba con dirección a Observatorio, recibió una alerta que bloqueó el tren automáticamente. El conductor no siguió el protocolo que establecía frenar la unidad "mediante la maniobra de estacionamiento de emergencia en rampa". La reguladora tampoco emitió la instrucción al conductor. Asimismo, existió una violación al protocolo de seguridad, pues en los siguientes ocho minutos, varias personas ingresaron a la cabina. El protocolo que señala que había que realizar el frenado manual del convoy y desalojarlo no fue realizado. "Durante este tiempo se perdió la presión del aire que compone el sistema de frenado del tren, dejándolo así completamente sin frenos."

## Consecuencias
- La Fiscalía General de Justicia de la Ciudad de México anunció el inicio de una carpeta de investigación para deslindar responsabilidades.[7]
- La administración del Metro de la Ciudad de México decidió cerrar las estaciones Observatorio, Tacubaya, Juanacatlán y Chapultepec de la línea 1 por los trabajos de rehabilitación tras la colisión, se ofreció servicio gratuito con autobuses de RTP de la estación Chapultepec a Observatorio.[8]